# Amintiri din copilărie
Amintiri din copilărie  este una dintre principalele lucrări ale scriitorului român Ion Creangă. Cea mai mare dintre cele două lucrări ale sale aparținând genului memorialistic, ea conține unele dintre cele mai caracteristice exemple de narațiune la persoana întâi din literatura română, fiind considerată de critici capodopera lui Creangă. Structurată în capitole separate, scrise de-a lungul mai multor ani (între 1881 și 1888), părți din ea au fost citite în fața cenaclului literar Junimea din Iași. Trei dintre cele patru secțiuni au fost publicate în timpul vieții lui Creangă de revista Convorbiri Literare, ultima parte rămânând neterminată după moartea scriitorului.
Cartea oferă o relatare detaliată a copilăriei lui Ion Creangă, petrecută în ceea ce era atunci Principatul Moldovei, cu amănunte privind peisajul social al universului copilăriei sale, descriind relațiile dintre eroul principal, cunoscut în acest context ca Nică al lui Ștefan a Petrei sau Nic-a lui Ștefan a Petrei, și diversele persoane cu care interacționează. Ea urmărește maturizarea lui Nică, de la o vârstă idilică în satul Humulești (astăzi parte a orașului Târgu Neamț) la o adolescență rebelă și la pregătirea pentru intrarea în rândul preoțimii ortodoxe în centrele urbane Fălticeni și Iași. Cursul narațiunii este întrerupt adesea de îndelungate monologuri ce exprimă cugetările și sentimentele lui Creangă. Textul însuși este remarcabil prin utilizarea unui vocabular caracteristic bogat în particularități dialectale din zona Moldovei.
Amintiri din copilărie a fost editată și publicată de mai multe ori, și este văzută ca o lucrare clasică a literaturii pentru copii în limba română. A constituit sursă de inspirație pentru mai mulți autori și a stat la baza filmului omonim din 1964, realizat de Elisabeta Bostan.

## Narațiunea

### Primul capitol

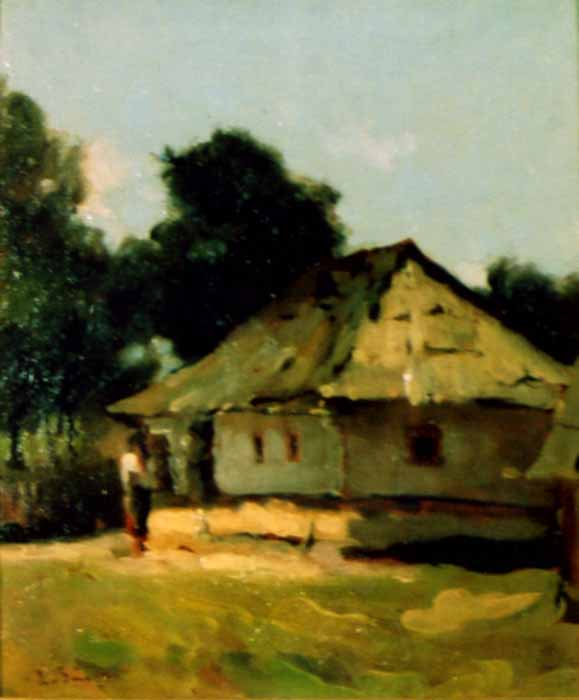
Casa din Humulești, pictură de Aurel Băeșu

Relatarea lui Creangă începe cu un monolog extins și cu o descriere nostalgică a locului nașterii sale, cu o scurtă prezentare a istoriei Humuleștiului și a statutului social al familiei. Primul capitol se concentrează pe mai multe personaje legate direct de primii ani de școală ai lui Nică: Vasile a Ilioaei, tânărul învățător și cleric ortodox, care îl înscrie în clasa nou înființată; superiorul lui Vasile, preotul paroh; Smărăndița, fata inteligentă, dar neastâmpărată, a preotului; tatăl lui Creangă, Ștefan, și mama Smaranda. Unul dintre primele episoade prezentate în carte prezintă pedepsele corporale recomandate de preot: copiii erau puși să stea pe un scaun denumit Calul Balan și biciuiți cu Sfântul Nicolai (denumit după hramul bisericii). Fragmentul este și o relatare retrospectivă și în ton jovial a interacțiunii cu ceilalți copii, de la jocurile lor preferate (prinderea muștelor cu ceaslovul) până la iubirea copilărească a lui Nică pentru Smărăndița și la folosirea abuzivă a pedepsei corporale de către un monitor gelos. Creangă își amintește dezamăgirea față de activitățile școlare și apetitul său pentru chiul, arătând că motivația sa pentru înscrierea la școală erau promisiunea unei cariere preoțești, atenta supraveghere a mamei, dorința de a o impresiona pe Smărăndița, și beneficiul material obținut prin cântatul în corul bisericii. Școala este, însă, întreruptă brusc atunci când Vasile a Ilioaei este luat cu arcanul și recrutat cu forța în armata moldoveană.
După o perioadă în care urmează școala sub supravegherea lui Iordache, pe care textul îl descrie ca pe un bețiv, noul învățător moare într-o epidemie de holeră, iar Smaranda și Ștefan decid să-și trimită fiul afară din sat. Nică urmează calea transhumanței și este dat în grija unor ciobani, dar se îmbolnăvește și el de ceea ce naratorul afirmă că este holeră și, la întoarcerea acasă cu febră mare, este vindecat cu un leac băbesc fabricat din oțet și leuștean. După un timp, sub pretextul că nu ar mai dispune de bani, Ștefan își retrage fiul de la școală. Datorită insistenței Smarandei, copilul merge cu bunicul său David Creangă la Broșteni, unde, împreună cu vărul lui, Dumitru, este înscris la școală. Nică și Dumitru se adaptează greu, ambii plângând când, din porunca noului învățător, le sunt tăiate pletele. Amândoi locuiesc la o femeie pe nume Irinuca, într-o casă modestă de pe malul Bistriței, și unde, din cauza apropierii de capre, se îmbolnăvesc de râie. Creangă își amintește cum, încercând să se vindece cu băi dese în râu, el și vărul său au dislocat o stâncă, aceasta rostogolindu-se și distrugând casa Irinucăi. După ce fug din Broșteni și locuiesc o vreme la Borca, cei doi copii pornesc mai departe, către casa lui David Creangă din Pipirig. După o călătorie prin Carpații Orientali, cei doi băieți ajung în sat, unde sunt primiți de Nastasia, soția lui David. Ea îi vindecă de râie folosind un alt leac băbesc, extras din mesteacăn.

### Al doilea capitol

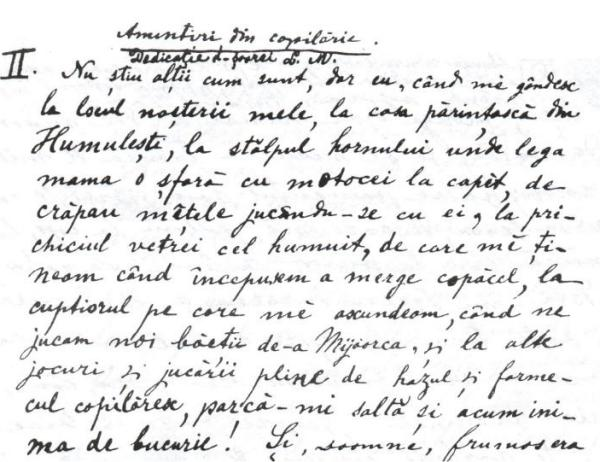
Manuscrisul secțiunii introductive a celui de-al doilea capitol din Amintiri din copilărie.

Al doilea capitol începe cu un alt monolog nostalgic, la rândul său introdus prin celebrul pasaj: „Nu știu alții cum sunt, dar eu, când mă gândesc la locul nașterii mele, la Humulești, la stâlpul hornului unde lega mama o șfară cu motocei la capăt, de crăpau mâțele jucându-se cu ei, la prichiciul vetrei cel humuit, de care mă țineam când începusem a merge copăcel, la cuptorul pe care mă ascundeam, când ne jucam noi, băieții, de-a mijoarca, și la alte jocuri și jucării pline de hazul și farmecul copilăresc, parcă-mi saltă și acum inima de bucurie!” Textul continuă cu o prezentare a superstițiilor mamei, pe care le împărtășea și autorul. În urma indicațiilor Smarandei, Nică însuși crede că băieții „cu părul bălai” precum el pot invoca vremea frumoasă dacă se joacă afară când plouă, că unele pericole pot fi îndepărtate prin descântece, și că însemnarea corpului uman cu leșie sau noroi oferă protecție împotriva deochiului. Naratorul își exprimă totodată și regretul de a nu-i fi arătat mamei toată aprecierea lui, referindu-se la copilărie ca la „vârsta cea fericită”.
Această introducere este urmată de o prezentare a interacțiunilor între tatăl lui Nică, arătat drept un personaj distant și cu toane, dar adesea amuzat de poznele băiatului, și mama, care își supraveghează în mod direct copiii și-l critică pe Ștefan că nu o urmează în aceasta. Susținând că el însuși merita pedepsele adesea dure aplicate de părinți, naratorul își continuă relatarea prin detalii referitoare la câteva dintre poznele copilăriei. El își amintește de sine participând direct la ritualurile de Sfântul Vasile (Anul Nou), făcându-și zornăitoare dintr-o vezică de porc și alăturându-se cântăreților din buhai în cadrul unor manifestări festive atât de zgomotoase încât îi irită pe ceilalți săteni. Povestea îl arată pe Nică îngurgitând tot laptele lăsat la smântânit de mama sa, și încercând să transfere vina pentru aceasta asupra legendarilor strigoi, și enervându-l pe Chiorpec ciubotarul până când acesta îl pedepsea mânjindu-l pe față cu dohot. Vara, băiatul plănuiește o farsă pentru a fura cireșe de la unchiul său și intră în livada acestuia sub pretextul că și-ar căuta vărul. Surprins de mătușa sa și alergat printr-un lot de cânepă, el reușește să scape atunci când urmăritoarea rămâne încurcată între plante.

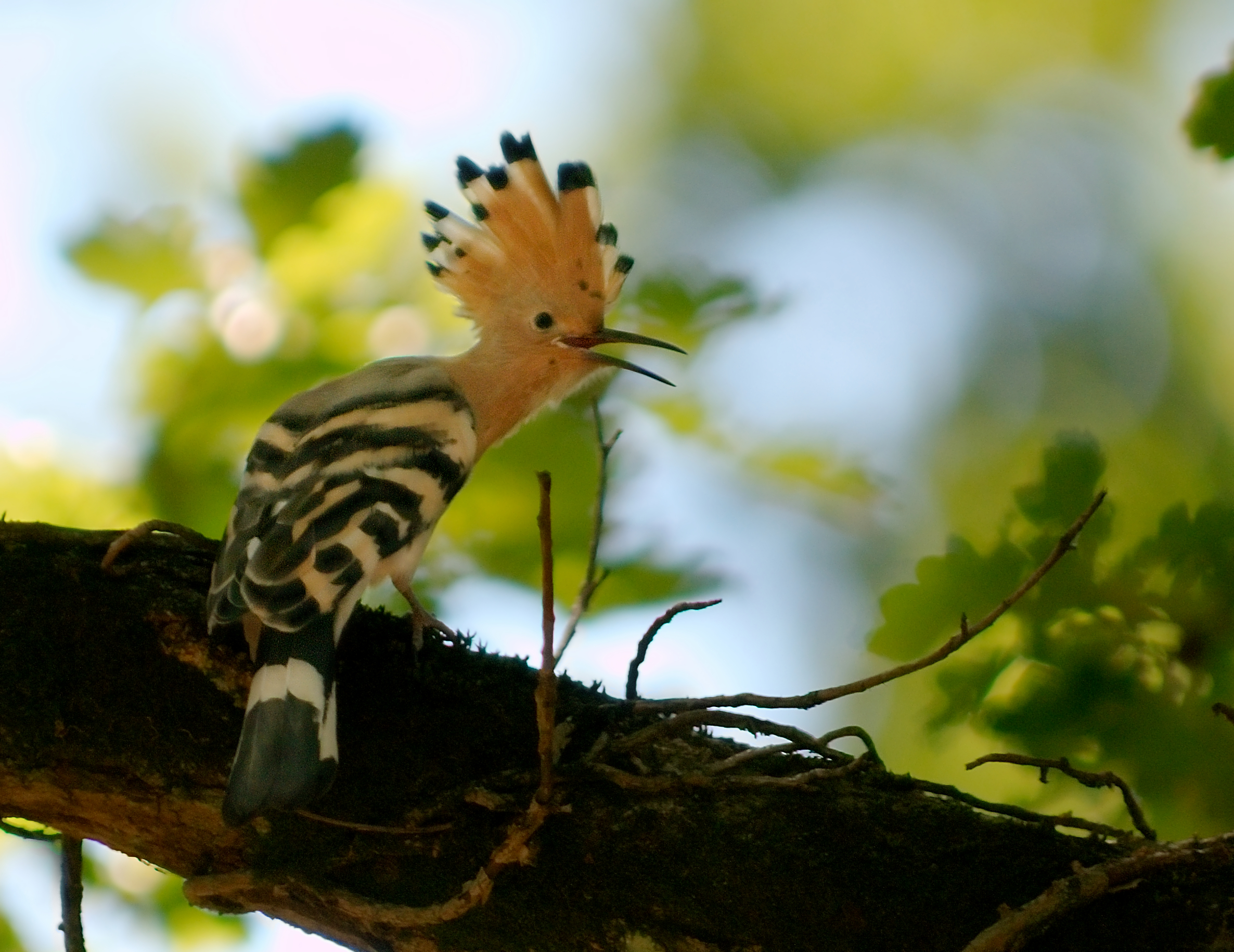
Pupăza din tei, pasărea deșteptător în satul lui Nică

Un alt astfel de episod prezintă drumul băiatului la marginea satului, trimis să ducă mâncare zilierilor romi, ”lingurari”, angajați de Ștefan și Smaranda. Acest episod este ocazia întâlnirii băiatului cu pupăza din sat (numită „cuc armenesc”). Nefericit pentru că trebuie să se trezească dimineața la cântecul păsării, Nică se răzbună prinzând-o în cuibul ei, proces îndelungat care îi duce la exasperare pe muncitorii care-l așteptau. Întâmpinat cu ostilitate de angajații tatălui când ajunge în cele din urmă la destinație, băiatul se întoarce la teiul pupezei și leagă pasărea extenuată, ascunzând-o în podul casei, de unde nu mai poate cânta. Fapta sa se dovedește a fi păguboasă pentru întreaga comunitate, lipsită acum de ceasul deșteptător, prin intermediul ei începând a circula zvonuri despre responsabilitatea lui Nică. În timp ce Smaranda se gândește dacă să dea sau nu crezare acestor zvonuri, băiatul decide că cea mai bună soluție pentru el este să vândă pupăza la târg. Întregul său plan este însă zădărnicit când un bătrân viclean, prefăcându-se că se uită mai de aproape la pasărea oferită cumpărătorilor, o eliberează. Pasărea zboară înapoi la cuib și Nică, înfuriat, îi cere moșului despăgubire. Acesta însă își râde de copil, dându-i de înțeles cum că Ștefan însuși s-ar afla în târg și cum că ar putea fi interesat de discuție, iar băiatul hotărăște că e mai înțelept să părăsească târgul de teama unor urmări mai nefericite.
După câteva paragrafe în care se concentrează pe acest gen de finaluri fericite, care duc la evitarea unor pagube mai mari, Creangă trece la descrierea primei sale slujbe: retras de la școală de Ștefan, băiatul se ocupă cu torsul. Acolo o întâlnește pe Măriuca, o fată de vârsta lui, care îi este simpatică. Datorită ei ajunge să aibă porecla de Ion Torcălău, ceea ce îl rușinează într-o anumită măsură, fiind numele dat unui țigan din Vânători și transgresând astfel o tradițională barieră etnică. Lui Nică îi place munca pe care o prestează, deși este una asociată în mod tradițional cu sexul feminin, dar este iritat de alte sarcini ce îi sunt atribuite, cum ar fi îngrijitul fratelui său cel mai mic. Neascultând de mama sa, băiatul lasă pruncul singur în leagăn și fuge să se scalde în râu. După ce amintește ritualurile-superstiție pe care copiii le practică în cursul acestor escapade (cum ar fi scurgerea apei din urechi pe două pietre, dintre care una este a lui Dumnezeu și alta a diavolului), naratorul descrie cum este prins de Smaranda, care îl pedepsește luându-i toate hainele și lăsându-l să se întoarcă acasă prin sat dezbrăcat. El reușește aceasta din urmă la capătul unui complicat traseu, dintr-o ascunzătoare în alta, și evită să fie mușcat de câini stând nemișcat timp îndelungat. După ce ajunge acasă, naratorul arată că, drept urmare a incidentului, „derdicam și măturam prin casă ca o fată mare”, comportament ce-i atrage laude din partea mamei. Capitolul culminează într-un alt scurt monolog, încheiat cu pasajul: „Ia, am fost și eu, în lumea asta, un boț cu ochi, o bucată de humă însuflețită din Humulești, care nici frumos până la douăzeci de ani, nici cu minte până la treizeci și nici bogat până la patruzeci nu m-am făcut. Dar și sărac așa ca în anul acesta, ca în anul trecut și ca de când sunt, niciodată n-am fost!”

### Capitolul al treilea
Prima parte a celui de-al treilea capitol al cărții continuă cu metafora „bucății de humă însuflețită”, făcând din ea punctul de pornire a unui dialog imaginar purtat de narator cu sine însuși. El oferă mai multe detalii despre istoria Humuleștiului, începând de la războiul polono-otoman din 1672–1676 și menționând pe scurt trecerea imperialilor în căutarea frumoasei prințese Natalia (evenimente la care scriitorul susține că ar fi fost el însuși martor). Această prezentare îl determină pe narator să concluzioneze că „humuleștenii nu-s târiți ca în bârlogul ursului”. Afirmația servește drept introducere la următoarea perioadă din viața lui Nică: revenirea la școală, de această dată o nou-creată instituție, înființată din ordinul Domnului Moldovei Grigore Alexandru Ghica și condusă de teologul Isaia „Popa Duhu” Teodorescu. Urmează o descriere detaliată a discursului inaugural ținut de Ghica, la care Creangă ar fi fost martor. Povestea se concentrează apoi pe Teodorescu, pe metodele sale de predare a aritmeticii, cum ar fi regula de trei simplă și pe aparenta sa descurajare în fața unor elevi ca Nică Oșlobanu (descris de autor ca indisciplinat și egoist). O astfel de atitudine aduce cu sine un conflict între Teodorescu și preotul Niculai Oșlobanu, tatăl băiatului. Adâncit și de o dispută pe subiecte teologice și administrative, conflictul culminează cu izgonirea lui Teodorescu din biserica lui Oșlobanu de către Oșlobanu însuși, în fruntea călugărilor săi.
Narațiunea se concentrează apoi pe perioada petrecută de Creangă la seminar (școala de catiheți) din Fălticeni, unde, spre surprinderea sa mărturisită, se reîntâlnește cu Nică Oșlobanu. Protagonistul se înscrie la această școală după ce constată că toți prietenii săi apropiați părăsesc instituția lui Teodorescu, fapt ce îl lasă expus ca țintă a severității profesorului. În cele din urmă, el își convinge tatăl să-i mituiască pe profesorii de la seminar, amintind că asemenea daruri puteau chiar să scutească un elev de întregul efort de învățare. În alte fragmente, însă, Creangă insistă asupra metodelor de predare din seminar, metode ce implică învățatul mecanic și recitarea elementelor de gramatică românească sau a unor lucrări întregi de comentarii ale Bibliei, fapte ce îl fac pe narator să exclame: „cumplit meșteșug de tâmpenie, Doamne ferește!” Departe de supravegherea părinților și locuind împreună cu unii colegi și cu gazda lor, Pavel ciubotarul, tânărul duce o viață boemă, și se lasă introdus în cultura cârciumii. Naratorul schițează portretele prietenilor săi, pe baza abilităților sau atitudinilor lor definitorii: moș Bodrângă, care cântă din fluier; Oșlobanu, om de la munte, poate ridica și căra o căruță întreagă de lemne în spate; arătosul David, a cărui moarte timpurie scriitorul o atribuie efortului excesiv depus la învățătură; nepoliticosul Mirăuță, care face în ciudă negustorilor evrei declamând poezii antisemite, dar nu se obosește prea mult cu școala; Trăsnea, care nu putea învăța gramatica decât memorând întregul manual, fiind foarte supărat din cauza înlocuirii alfabetului chirilic românesc cu cel latin; Zaharia „Gâtlan” Simionescu, un lingușitor care poate convinge adulții să-i tolereze gesturile îndrăznețe; Buliga, un preot dedat consumului de alcool și petrecerilor, care binecuvântează petrecerile întregului grup. Gălăgioasa companie parcurge crâșmele din și de lângă oraș, escapadele lor fiind punctate de gesturi licențioase, flirturi și chiar furturi din prăvălii. Scriitorul menționează în treacăt și o relație a sa cu fiica unui preot, care devine prima sa iubită.
Povestirea lui Creangă se concentrează și pe farsele jucate de el și de alții, ca pedeapsă pentru prietenii despre care credea că nu împart merindele pentru Crăciun. Aceste farse se folosesc de „poște”, instrumente anume făcute pentru a arde degetele de la picioare ale victimei în timpul somnului; utilizarea lor face ca victimele să plece din casă una câte una. Ultima asemenea încercare conduce totuși la o ceartă între cele două tabere, atât de zgomotoasă încât vecinii cred că a izbucnit un incendiu sau că au atacat trupele imperiale staționate în Fălticeni (prezență militară concomitentă cu Războiul Crimeii și cu vacanța tronului Moldovei). Cearta tinerilor se termină cu evacuarea tuturor din casă, Creangă mutându-se în gazdă la un fierar. Primăvara, vine vestea că școala de la Fălticeni se va închide, elevii urmând să fie mutați la mănăstirea Socola din Iași. Capitolul se încheie cu nesiguranța ce îi cuprinde pe elevi: unii hotărăsc să-și încerce norocul la Socola până la începutul unui nou an școlar, iar alții își abandonează definitiv șansele la o carieră preoțească.

### Capitolul al patrulea

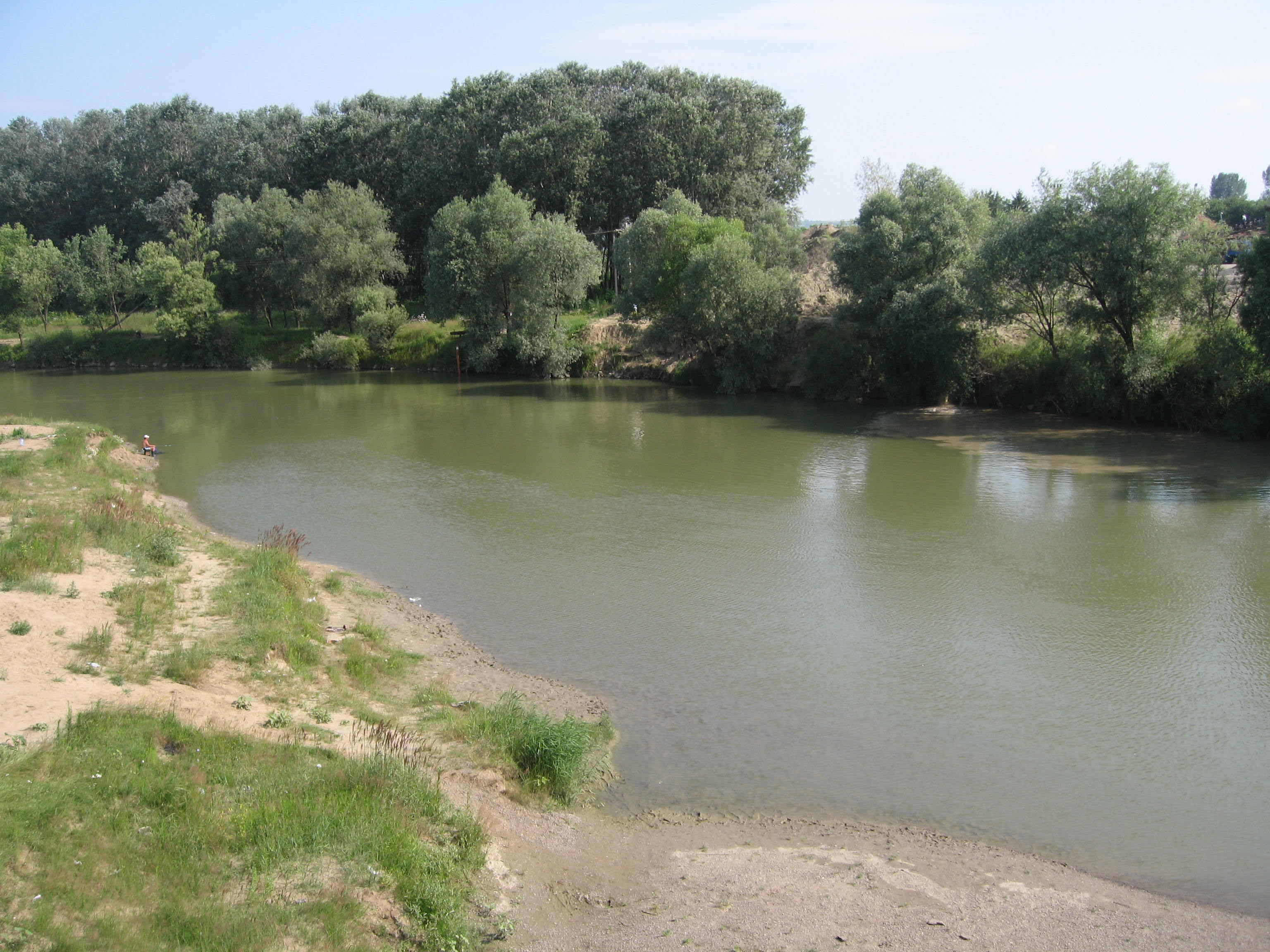
Râul Siret, care curge prin centrul Moldovei

Al patrulea (și ultimul) capitol al Amintirilor din copilărie începe cu prezentarea îndoielilor pe care le are Creangă privind plecarea din Humulești înspre îndepărtatul Iași: „Ursul nu joacă de bună voie". Naratorul se folosește de această ocazie pentru a descrie lucrurile cele mai dragi lui în Humulești: peisajul („Ozana cea frumos curgătoare și limpede ca cristalul, în care se oglindește cu mâhnire Cetatea Neamțului de atâtea veacuri!”), familia și tovarășii, și obiceiurile locale legate de petreceri și dans. Planurile sale de a rămâne acasă sau de a se călugări sunt zădărnicite de mama sa Smaranda, care invocă reputația strămoșilor pentru a-l convinge să plece la Socola și să-și facă un nume ca preot mirean.
Narațiunea relatează apoi călătoria de la Humulești spre capitala moldoveană: Creangă și Gâtlan sunt pasagerii căruței cu cai a lui Luca, vecinul și prietenul lor. Naratorul își amintește rușinea și frustrarea pe care a simțit-o când a văzut că „zmeii” lui Luca erau de fapt niște „smârțoage [...] vlăguit[e] din cale-afară”, și descurajarea ce-i cuprinde pe el și pe Zaharia în fața necunoscutului. Acest sentiment este accentuat și de remarcile trecătorilor față de starea jalnică a atelajului lui Luca, remarci care sporesc în sarcasm pe măsură ce călătorii se apropie de destinație. Sunt prezentate totodată impresiile scriitorului față de peisajul moldovenesc, dimpreună cu preferința sa pentru peisajul montan dinspre vest, pe care căruța îl lăsa în urmă, în raport cu zonele de pe malul stâng al Siretului  (acolo unde, cum spune Luca, "apa-i rea și lemnele pe sponci; iar vara te înăduși de căldură, și țânțarii te chinuiesc amarnic"). Capitolul și volumul se încheie brusc cu o descriere a elevilor din toate școlile Moldovei adunați în curtea mănăstirii Socola.

## Istoricul publicărilor
Amintiri din copilărie este, împreună cu portretul lui Isaia Teodorescu (lucrare intitulată eponim Popa Duhu), una dintre lucrările memorialistice ale lui Creangă, lucrări diferite de celelalte din corpul operei, care aparțin genurilor basmului și anecdotei. Cele patru capitole au fost scrise în mai multe etape consecutive de scriere, despărțite de intervale lungi de timp și au fost publicate la început ca texte distincte. Partea a patra a rămas neterminată din cauza îmbolnăvirii și apoi a morții autorului. Fiecare capitol a fost produsul unei munci semnificative din partea lui Creangă: când au început să circule primele versiuni ale acestora, autorul era deja recunoscut în sânul comunității literare pentru abordarea laborioasă pe care o adoptase față de procesul de scriere (așa cum documentează relatările psihologului Eduard Gruber, contemporan cu Creangă). Creangă își citea din când în când aceste texte, precum și celelalte scrieri, în fața unui public format din membrii societății literare Junimea (printre care Iacob Negruzzi, Vasile Pogor și Alexandru Lambrior).
Textele individuale, inclusiv a patra secțiune, publicată postum, au apărut la început în diverse numere ale revistei junimiste Convorbiri Literare începând cu 1881. Primul capitol în versiunea sa fragmentară inițială, precum și versiunile ulterioare de limbă română ale operei complete începeau cu cuvintele lui Creangă: Dedicație d-șoarei L. M., cu referire la Livia, fiica mentorului lui Creangă, liderul Junimii Titu Maiorescu, persoană ce probabil a copiat și a corectat textul manuscriselor. Ultima secțiune, incompletă, a fost probabil scrisă în anul 1889. În acea perioadă, Creangă nu mai făcea parte din Junimea și nu mai era în relații cu Maiorescu; de aceea, textul a fost citit în fața cenaclului literar al lui Nicolae Beldiceanu, pe care îl frecventa împreună cu Gruber.
Întregul text a fost publicat sub formă de carte ca secțiune a unei culegeri de lucrări ale lui Creangă, sub îngrijirea lui Gruber, a lui A. D. Xenopol și a lui Grigore Alexandrescu în 1892 (la rugămintea fiului scriitorului, Constantin). A doua astfel de ediție a făcut parte și din prima ediție completă a operelor lui Creangă, publicată între 1902 și 1906 de către folcloristul Gheorghe T. Kirileanu.
Rezultatul muncii lui Creangă a fost remarcat pentru contextul său lingvistic relativ izolat, adesea bazat pe elemente obscure din vocabularul românesc, adoptând formulări populare, arhaice și regional-moldovenești.
Asemenea elemente au făcut din Amintiri din copilărie o carte dificil de tradus în alte limbi. O comparație cu traducerile în limba engleză, realizată de profesoara Anca Mureșan, atenționează: „Limbajul popular și regional al lui Creangă pune probleme diverse și serioase unui translator. Printre problemele lexicale, trebuie menționați și numeroșii termeni utilizați de Creangă și legați de viața rurală, de practica bisericească, de superstiții și așa mai departe.”

## Structura și stilul

### Aspecte convenționale și relatarea subiectivă
Retrospectiv, atenția criticilor s-a concentrat într-o măsură semnificativă asupra diferenței dintre originalitatea și subiectivitatea narațiunii lui Ion Creangă pe de-o parte și, pe de altă parte, respectarea convențiilor în vigoare privind stilul literar. George Călinescu, influentul istoric și critic literar interbelic, a afirmat că autorul a recurs la un stil tradițional de povestire, lipsit de individualitate, și că, din acest motiv, textul nu are „caracter de confesiune ori de jurnal”. El considera, în schimb, că Amintirile conturează „copilăria copilului universal”. Relevând că această carte adaptează caracteristicile tradiției orale și povestirea în ramă existentă încă din literatura renascentistă, Călinescu o vedea ca pe un spațiu de încercare a monologurilor autorului și o ilustrare a calităților sale ca povestitor. El afirma că poveștile sunt „adevărate, dar tipice, fără adâncime; odată repovestite cu un altfel de gesticulare, subiectul și-ar pierde toată atmosfera plină de viață.” În contrast, contemporanul și colegul lui Călinescu, Tudor Vianu, sugera: „Personajul basmelor, al nuvelelor, al anecdotelor se povestește pe el însuși în Amintiri din copilărie, operă atât de puțin populară în intenția ei”.
Referitor la similitudinile dintre textul lui Creangă și tradiția renascentistă, Vianu observa: „Ideea de a se povesti pe sine însuși, de a prezenta etapele unei formații, înceata însumare a impresiilor vieții, apoi sentimentul timpului, al scurgerii lui ireversibile, al regretului pentru tot ce s-a pierdut în consumarea lui, al farmecului retrăit în amintire sunt tot atâtea gânduri, afecte și atitudini proprii omului modern de cultură. Niciun model popular nu i-a putut pluti înainte lui Creangă, scriindu-și Amintirile, dar, desigur, nici prototipurile culte ale genului, primele autobiografii și memorii ale Renașterii”. Conform interpretării sale: „Aci, ca și în poveștile și povestirile sale, Creangă execută trecerea de la nivelul popular al literaturii la nivelul ei cult pe o cale pur spontană prin dezvoltarea organică a unei înzestrări exercitate în întregul trecut al unei vechi culturi rurale, ajunsă acum să se depășească pe sine”.
Asemenea teme sunt prezente și în comentarii critice ulterioare. Într-un articol din 2000, eseistul și romancierul Norman Manea dezvoltă concluziile lui Călinescu, susținând că naratorul „stabil”, „senin” și „solar” al Amintirilor din copilărie „nici nu există decât în descoperirea acestui concret mirific, tradițional, riguros”. Raportându-se la un text al criticului Mircea Moț, care opina că Amintiri din copilărie este „una din cele mai triste cărți ale literaturii române”, cronicarul literar și eseistul Gheorghe Grigurcu considera că narațiunea prezintă „o tensiune între individ ca reprezentant holografic al structurii căreia îi aparține și universul scris, intuitiv un spațiu profan, o vagă imitație a actului demiurgic, și astfel un sacrilegiu."
În 2008, istoricul literaturii Nicolae Manolescu spunea că volumul Amintirilor evidențiază „geniul lui Creangă”, legat de „registrul naiv și vesel al copilăriei”, prin aceasta fiind implicit superior tuturor celorlalte lucrări în proză ale scriitorului. Începutul celei de-a doua părți (în care naratorul face referire la jocurile copilăriei sale, la animalele ținute de mama sa, și la vatra casei) a devenit unul dintre cele mai apreciate fragmente din literatura română. Manea observă că, prin intermediul acestei secțiuni de proză, Creangă va fi reușit să transmită „perfect” atât „situarea temporală și spațială” a povestirii sale, cât și „toate detaliile unei lumi ingenue și pline de neastâmpăr”. El pune în contrast această perspectivă cu un alt fragment la persoana întâi: începutul romanului Întâmplări în irealitatea imediată a romancierului interbelic Max Blecher, care cufundă imediat cititorul într-un univers de incertitudine modernistă, suferință și subiectivitate.
Diverse comentarii asupra textului s-au concentrat pe măsura diferenței dintre relatarea lui Creangă și detaliile reale ale biografiei sale, în particular asupra vieții în familia lui Ștefan a Petrei. George Călinescu susținea că scriitorul moldovean ar fi fost de fapt produsul unei familii monoparentale, fiind crescut doar de mama lui, Smaranda, care s-ar putea să nu-și formalizat niciodată legătura cu Ștefan. Dan Grădinaru, autorul unei biografii a lui Creangă, consideră că narațiunea îl prezintă pe Nică drept „un singuratic” și, folosind o terminologie din psihanaliză, vede întregul volum ca pe o dovadă a unui „complex de detronare” și a unui accent excesiv pus pe dragostea maternă. Aceste abordări au primit comentarii negative din partea criticului Luminița Marcu, care a discutat „deformarea” efectuată de Călinescu prin interpretarea personalității scriitorilor în baza textelor lor, fără a separa contextele, și care a judecat comentariile lui Grădinaru drept dovadă a unei „manii a freudismelor”.

### Valoarea ca document istoric
Descrierea universului copilăriei de către Creangă ca realitate atemporală, ca și accentul pus pe tradiție, este în strânsă legătură cu satul său natal și cu regiunea înconjurătoare. În opinia lui Norman Manea, decorul „perfect recognoscibil” al narațiunii surprinde „cicluri repetitive”. Concentrându-se pe descrierea Humuleștiului din primele rânduri ale cărții, istoricul Neagu Djuvara comenta: „chiar dacă socotim că adultul înfrumusețează, transfigurează, «îmbogățește» amintirile din copilărie, cum să nu recunoaștem, la Creangă, sinceritatea în înduioșătoarea evocare a satului copilăriei sale?” Djuvara se folosește de acest fragment pentru a aborda problematica structurii societății rurale românești din Moldova, o societate relativ mai înstărită, datorită activităților în domeniul industriei textile, decât Muntenia, concluzionând că: „dacă ne gândim la satele de bordeie din lunca Dunării, aici ne aflăm în altă țară”. Folcloristul și criticul Marcu Beza a folosit opera ca material de studiu asupra folclorului românesc, a varietăților sale și a impactului său, observând că episodul în care cântăreții din buhai sunt goniți de gospodarii furioși arată că unii țărani preferau o sărbătoare mai liniștită uneia ce era, de fapt, un ecou al ritualurilor păgâne privind fertilitatea.
Pentru criticul Muguraș Constantinescu, un subiect de interes a fost constituit de statutul bătrânilor dintr-o comunitate moldovenească în contextul schimbărilor sociale, așa cum transpare acesta din textul Amintirilor din copilărie. Ea îl descrie pe David Creangă ca pe un „lider de clan” și ca pe un om luminat, condus de „înțelepciunea și echilibrul vârstei înaintate”, și care, deși analfabet, înțelege importanța pe care educația o poate atinge în viața nepotului său. Constantinescu scrie: „bunul simț [al lui David] se conturează și în domeniul credințelor religioase, unde, ca orice bun creștin dintr-un sat românesc al secolului al XIX-lea, participă la liturghie, dar nu încurajează bigotismul soției sale”. Bătrânul anonim care îl păcălește pe Nică eliberându-i pupăza, scrie Constantinescu, este una dintre acele figuri care, pentru a-l educa pe tânărul Creangă, recurg la „farsă” în detrimentul unei predici moralizatoare. Alte figuri pe care comentatoarea le consideră relevante pentru o asemenea analiză sunt Chiorpec ciubotarul, moș Bodrângă și acele femei bătrâne care vindecă prin leacuri băbești.
Descrierea de către Ion Creangă a vieții de la seminar și a metodelor pedagogice au fost la rândul lor plasate de criticii literari în legătură cu aspecte mai complexe ale viziunii sale despre lume. Zigu Ornea consideră că imprecațiile naratorului împotriva practicilor educaționale sunt de pus în legătură cu inovațiile produse de Creangă în cursul propriei sale cariere de învățător, și mai ales cu susținerea acordată de către acesta teoriilor lui Titu Maiorescu privind reformarea învățământului românesc prin modernizare instituțională și profesionalizare. El însuși scriitor, Horia Gârbea discută textul ca dovadă a unui anticlericalism manifestat de Creangă (a cărui carieră preoțească se va fi sfârșit prin caterisire), adăugând: „Amintirile lui Creangă de la școala de catiheți ar descuraja orice candidat.”

## Influența
Amintiri din copilărie a început să devină o sursă de inspirație pentru diverși autori români la începutul secolului al XX-lea și în perioada interbelică. A fost imitată de I. Dragoslav în cartea lui din 1909, Povestea copilăriei—denumită de Călinescu „o pastișă disgrațioasă”. Același critic a discutat și piesa de teatru adaptată după un capitol din „Amintiri din copilărie” de scriitorul I. I. Mironescu, sub titlul Catiheții de la Humulești—considerând-o „de prisos” în raport cu textul deja suficient de „dramatic” lui Creangă. Nicolae Manolescu a identificat un alt produs al influenței lui Creangă memorialistul în Copilăria unui netrebnic, roman din 1936 al autorului avangardist Ion Călugăru.
Mai mult interes în jurul acestei cărți a apărut în timpul perioadei comuniste. În acest interval au văzut lumina tiparului mai multe noi ediții ale cărții, inclusiv unele publicate de editura de stat cu numele lui Ion Creangă. Unele dintre acestea au fost ilustrate de graficieni recunoscuți: un volum din 1959 conținea 14 desene de Eugen Taru (ale căror originale formează o expoziție permanentă la casa memorială a lui Creangă din Humulești) și o altă ediție cu ilustrații alb-negru și color de Livia Rusz. Tot atunci textul a inspirat filmele românești de Elisabeta Bostan: Amintiri din copilărie (cu actorul-copil Ion Bocancea în rolul lui Nică) și Pupăza din tei (bazat pe episodul în cauză din capitolul secund al cărții).
Cartea a avut ecou nu doar în România, ci și în țara vecină, Republica Moldova (în Basarabia, subregiunea istorică a Moldovei, fostă parte a URSS sub numele de RSS Moldovenească). Lucrările lui Creangă în general, și memoriile sale în particular l-au influențat pe romancierul moldovean postmodernist Leo Butnaru, care a scris Copil la ruși, a cărei acțiune se desfășoară pe fundalul rusificării din anii 1950 din RSS Moldovenească.

## Vezi și
- Amintiri din copilărie (film)